# Línea 3 del Mexibús
La tercera línea del sistema Mexibús fue la segunda en ser inaugurada el 30 de abril de 2013 por el entonces gobernador Eruviel Ávila Villegas (2011 - 2017). Con su ampliación concretada en 2023 tiene una longitud de casi 18 kilómetros con 30 estaciones más 16 parabuses en los municipios de Chimalhuacán, Nezahualcóyotl y la alcaldía Venustiano Carranza en la Ciudad de México, es operada por Red de Transportes de Oriente S.A. de C.V., brinda los servicios ordinario y exprés desde la terminal Pantitlán en el Centro de Transferencia Modal o CETRAM homónima en Venustiano Carranza, hasta la Terminal Chimalhuacán. 
Este servicio cuenta con un ramal que cuenta con 16 parabuses, el cual parte de la estación Acuitlaplilco, y concluye en la Estación Central de Abastos, Chicoloapan.

## Historia
La línea 3 del Mexibús tiene 19.8 kilómetros de recorrido desde el municipio de Chimalhuacán, Estado de México, la inclusión del ramal a Chicoloapan y hasta el CETRAM Pantitlán en la Alcaldía Venustiano Carranza de la Ciudad de México y Circula por las avenidas: del Peñón, Bordo de Xochiaca, Vicente Villada, Chimalhuacán y Río Churubusco.  Para brindar el servicio cuenta con 38 estaciones, 2 terminales. La línea comenzó a construirse a finales de 2010.  E inició operaciones el 30 de abril de 2013. 

## Rutas
El servicio se presta en los siguientes itinerarios:
- Ordinario: Pantitlán - Chimalhuacán
- Express 1: Pantitlán - Acuitlapilco
- Express 2: Pantitlán - Chimalhuacán
- Express 2 Rosa: Pantitlán - Chimalhuacán
- Express 3: Pantitlán - Rayito de Sol
- Línea 3A: Acuitlapilco - Central de Abastos de Chicoloapan
- Línea 3B: Proxima ampliación de Línea 3 del Mexibús hacia el Panteón de los Rosales en el Municipio de Chimalhuacán aún no se sabe su trazo exacto pero ya está confirmado por el Gobierno de Claudia Sheinbaum, se invertirán 600 mdp y tendrá una extensión de 5 km, se propuso como una de las 121 acciones de el Plan Integral para la Zona Oriente del Estado de México que también beneficiará al Municipio de Nezahualcóyotl y a la Ciudad de México en forma de que los mexiquenses tengan mejor movilidad en el Oriente del Estado de México esto para el periodo comprendido a [ 2025-2027 ] según informó Andrés Lajous y será la primera línea de Mexibús del Estado de México que tendrá 2 Ampliaciónes o Ramales.

## Flotilla
La flotilla de esta línea la comprende:
- Mercedes Benz Marcopolo Gran Viale BRT.
- Mercedes Benz Marcopolo Torino G8.
- Mercedes-Benz Marcopolo Torino Express BRT 2026.

## Estaciones
Las estaciones de la ruta son:
| Estación                  | Iconografía                                | Inauguración        | Ubicación             | Tipo de estación    | Rutas                                         | Conexiones |  |
| ------------------------- | ------------------------------------------ | ------------------- | --------------------- | ------------------- | --------------------------------------------- | --- |  |
| Pantitlán                 | Dos banderas                               | 30 de abril de 2013 | Venustiano Carranza   | Terminal            | - Ordinario - Exprés 1, 2 y 3                 | Otros servicios - CETRAM Pantitlán - Pantitlán - Pantitlán - Pantitlán - Ruta 168 - Rutas: 11-B, 11-C, 19-F, 19-G |  |
| Calle 6                   | Número 6 o ninguno                         | 27 de marzo de 2022 | Venustiano Carranza   | Paso                | - Ordinario - Exprés 3                        | Otros servicios - Calle 6                                                                                         |  |
| El Barquito               | Barco                                      | 30 de abril de 2013 | Nezahualcóyotl        | Paso                | - Ordinario - Exprés 1 y 3                    | |  |
| Maravillas                | Castillo                                   | 30 de abril de 2013 | Nezahualcóyotl        | Paso                | - Ordinario                                   | |  |
| Vicente Riva Palacio      | Busto de Vicente Riva Palacio              | 30 de abril de 2013 | Nezahualcóyotl        | Paso                | - Ordinario - Exprés 1, 2 y 3                 | |  |
| Virgencitas               | Busto de María y Jesús                     | 30 de abril de 2013 | Nezahualcóyotl        | Paso                | - Ordinario                                   | |  |
| Nezahualcóyotl            | Estatura de Nezahualcóyotl                 | 30 de abril de 2013 | Nezahualcóyotl        | Paso                | - Ordinario - Exprés 1                        | |  |
| Lago de Chapala           | Barco en un lago                           | 30 de abril de 2013 | Nezahualcóyotl        | Paso                | - Ordinario                                   | |  |
| Adolfo López Mateos       | Busto de Adolfo López Mateos               | 30 de abril de 2013 | Nezahualcóyotl        | Paso                | - Ordinario - Exprés 1, 2 y 3                 | |  |
| Palacio Municipal         | Palacio municipal de Nezahualcóyotl        | 30 de abril de 2013 | Nezahualcóyotl        | Paso                | - Ordinario - Exprés 1 y 3                    | |  |
| Sor Juana Inés de la Cruz | Busto de Juana Inés de la Cruz             | 30 de abril de 2013 | Nezahualcóyotl        | Paso                | - Ordinario                                   | |  |
| El Castillo               | Castillo                                   | 30 de abril de 2013 | Nezahualcóyotl        | Paso                | - Ordinario                                   | |  |
| General Vicente Villada   | Busto de Vicente Villada                   | 30 de abril de 2013 | Nezahualcóyotl        | Paso                | - Ordinario - Exprés 1, 2 y 3                 | |  |
| Rayito de Sol             | Sol y rayo                                 | 30 de abril de 2013 | Nezahualcóyotl        | Paso                | - Ordinario - Exprés 1 y 3                    | |  |
| Las Mañanitas             | Mariachis                                  | 30 de abril de 2013 | Nezahualcóyotl        | Paso                | - Ordinario                                   | |  |
| Rancho Grande             | Jinete y portón de hacienda                | 30 de abril de 2013 | Nezahualcóyotl        | Paso                | - Ordinario                                   | |  |
| Bordo de Xochiaca         | Flores sobre un río                        | 30 de abril de 2013 | Nezahualcóyotl        | Paso                | - Ordinario                                   | |  |
| Las Torres                | Torre eléctrica                            | 30 de abril de 2013 | Nezahualcóyotl        | Paso                | - Ordinario - Exprés 1 y 2                    | |  |
| Guerrero Chimalli         | Guerrero Chimalli                          | 30 de abril de 2013 | Chimalhuacán          | Paso                | - Ordinario                                   | |  |
| Las Flores                | Dos flores                                 | 30 de abril de 2013 | Chimalhuacán          | Paso                | - Ordinario - Exprés 1                        | |  |
| Canteros                  | Cantero                                    | 30 de abril de 2013 | Chimalhuacán          | Paso                | - Ordinario                                   | |  |
| La Presa                  | Presa o ilegible                           | 30 de abril de 2013 | Chimalhuacán          | Paso                | - Ordinario - Exprés 1 y 2                    | |  |
| Embarcadero               | Pozo de agua                               | 30 de abril de 2013 | Chimalhuacán          | Paso                | - Ordinario                                   | |  |
| Santa Elena               | Busto de Helena de Constantinopla          | 30 de abril de 2013 | Chimalhuacán          | Paso                | - Ordinario                                   | |  |
| Ignacio Manuel Altamirano | Busto de Ignacio Manuel Altamirano         | 30 de abril de 2013 | Chimalhuacán          | Paso                | - Ordinario                                   | |  |
| San Pablo                 | Busto de Pablo de Tarso                    | 30 de abril de 2013 | Chimalhuacán          | Paso                | - Ordinario                                   | |  |
| Los Patos                 | Dos patos                                  | 30 de abril de 2013 | Chimalhuacán          | Paso                | - Ordinario - Exprés 1 y 2                    | |  |
| Refugio                   | Tres arbustos                              | 30 de abril de 2013 | Chimalhuacán          | Paso                | - Ordinario                                   | |  |
| Acuitlapilco              | Dos niños                                  | 30 de abril de 2013 | Chimalhuacán          | Paso                | - Ordinario - Exprés 1 - Ordinario ampliación | |  |
| Chimalhuacán              | Chimalli y flecha                          | 30 de abril de 2013 | Chimalhuacán          | Ramal               | - Ordinario - Exprés 2                        | |  |
| San Miguel                | Olas                                       | 24 de marzo de 2023 | Chimalhuacán          | Paso unidireccional | - Ordinario ampliación                        | |  |
| Prolongación Peñón        | Glifo del peñón de Chimalhuacán            | 24 de marzo de 2023 | Chimalhuacán          | Paso unidireccional | - Ordinario ampliación                        | |  |
| Arca de Noé               | Arca de Noé                                | 24 de marzo de 2023 | Chimalhuacán          | Paso unidireccional | - Ordinario ampliación                        | |  |
| Ciudad Alegre             | Girasol                                    | 24 de marzo de 2023 | Chimalhuacán          | Paso unidireccional | - Ordinario ampliación                        | |  |
| Tláloc                    | Máscara de Tláloc                          | 24 de marzo de 2023 | Chimalhuacán          | Paso unidireccional | - Ordinario ampliación                        | |  |
| Cuauhtémoc                | Águila                                     | 24 de marzo de 2023 | Chimalhuacán          | Paso unidireccional | - Ordinario ampliación                        | |  |
| Las Fuentes               | Fuente                                     | 24 de marzo de 2023 | Chimalhuacán          | Paso unidireccional | - Ordinario ampliación                        | |  |
| Tequesquite               | Hombre empujando una carretilla            | 24 de marzo de 2023 | Chimalhuacán          | Paso unidireccional | - Ordinario ampliación                        | |  |
| Santa María Nativitas     | Parroquia de Santa María Nativitas         | 24 de marzo de 2023 | Chimalhuacán          | Paso unidireccional | - Ordinario ampliación                        | |  |
| Camino Viejo              | Carreta                                    | 24 de marzo de 2023 | Chimalhuacán          | Paso unidireccional | - Ordinario ampliación                        | |  |
| Lagunilla                 | Bote sobre un lago                         | 24 de marzo de 2023 | Chimalhuacán          | Paso unidireccional | - Ordinario ampliación                        | |  |
| Recinto Ferial            | Fachada del recinto ferial de Chimalhuacán | 24 de marzo de 2023 | Chimalhuacán          | Paso unidireccional | - Ordinario ampliación                        | |  |
| Chicoloapan               | Pájaro                                     | 24 de marzo de 2023 | Chicoloapan de Juárez | Paso unidireccional | - Ordinario ampliación                        | |  |
| Benito Juárez             | Busto de Benito Juárez                     | 24 de marzo de 2023 | Chicoloapan de Juárez | Paso unidireccional | - Ordinario ampliación                        | |  |
| Central de Abasto         | Canasta de frutas                          | 24 de marzo de 2023 | Chicoloapan de Juárez | Terminal            | - Ordinario ampliación                        | |  |